# Зелений анархізм

Чорно-зелений прапор зелених анархістів.

Зелений анархізм (або екоанархізм) — один з напрямків в анархізмі, акцентований на екологічні проблеми. На ранньому етапі значно вплинули ідеї американського анархо-індивідуаліста Генрі Девіда Торо і його книга «Волден, або Життя в лісі». Деякі зелені анархісти називають себе анархо-примітивістами (або по-іншому — антицивілізаційні анархісти), хоча безумовно не всі зелені анархісти — примітивісти. Серед сучасних зелених анархістів сильні критичні настрої щодо сучасних технологій, правда це не має на увазі для них тотальну відмову від технологічного розвитку.

## Історія

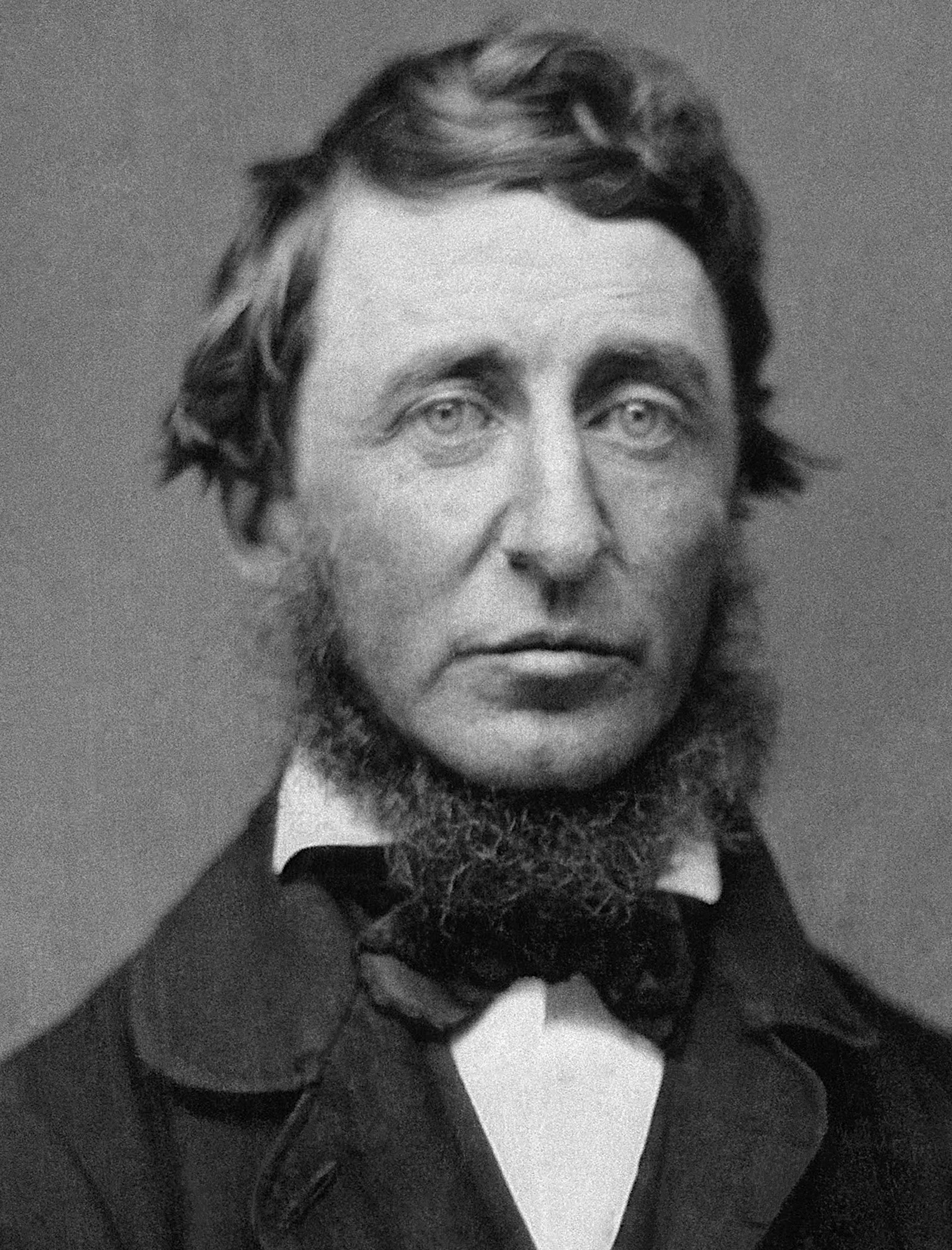
Генрі Девід Торо

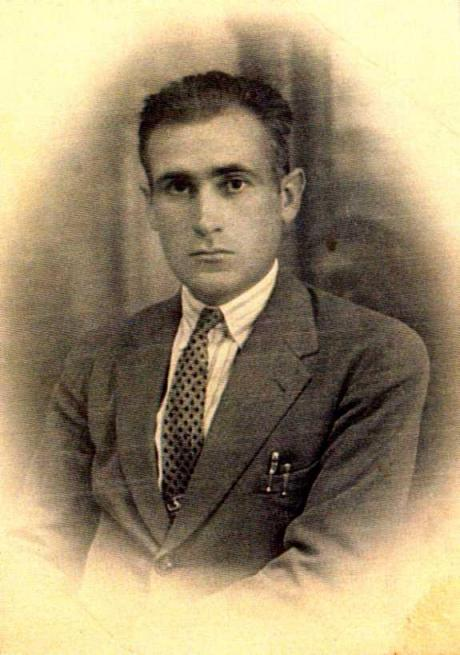
Ісаак Пуенте

Початок зеленому анархізму було покладено в першу чергу працями індивідуалістського анархіста і трансценденталіста Генрі Девіда Торо. У своїй книзі Walden він захищає ідеї «справжнього життя» (англ. Simple living) і самодостатності серед природи на противагу розвитку індустріальної цивілізації. Наприкінці XIX століття виникає анархістський натуризм, що поєднав в собі ідеї анархізму та натуристської філософії. Головним чином дані ідеї набули поширення в колах анархо-індивідуалістів в Іспанії, Франції та Португалії.
Істотно вплинули ідеї Генрі Девіда Торо, Льва Миколайовича Толстого і Елізе Реклю. Анархо-натуризм виступав за вегетаріанство, вільну любов, нудизм, екологістський світогляд в рамках і поза межами анархістських груп.
Зелений анархізм містить в собі елементи різних взаємопов'язаних політико-філософських теорій і соціальних рухів, таких як анархо-примітивізм, глибинна екологія, соціальна екологія, фемінізм, пост- і антилефтізм, ситуаціонізм, сюрреалізм, неолуддизм, антиіндустріалізм і ідеали мисливців-збирачів.
Незважаючи на те, що зелений анархізм розвивав ідеї, які були присутні в діяльності луддитів і працях Жана-Жака Руссо, коли виник примітивізм, на нього мали безпосередній вплив роботи теоретиків марксистської Франкфуртської школи Теодора Адорно і Герберта Маркузе; антропологи Маршалла Салінса і Річард Лі Боршея; та інші особистості, такі як Льюїс Мамфорд, Жан Бодрійяр і Гарі Снідер (Gary Snyder)
Багато прихильників зеленого анархізму і примітивізму розглядають Фреді Перлмана як сучасного предтечу своїх ідей.
Серед відомих сучасних авторів, які дотримуються тих чи інших напрямків в зеленому анархізм називають Дерріка Дженсена (англ. Derrick Jensen), Джорджа Драффана, а також Джона Зерзана; Мюррея Букчина, що позитивно ставиться до технологічного розвитку; та ін., включаючи Алана Картера і Стюарта Девідсона.

## Критичний аналіз

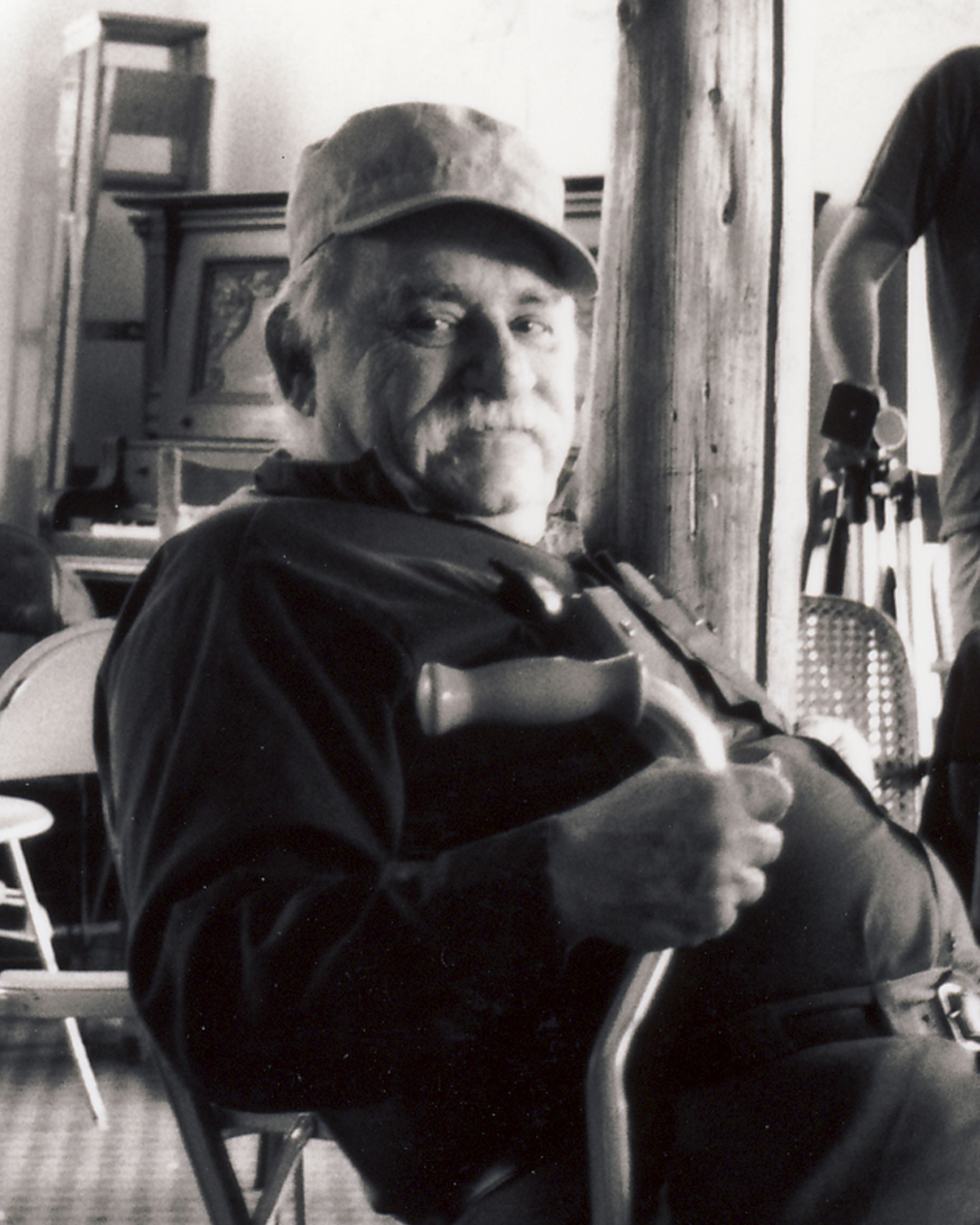
Муррей Букчин

### Цивілізація
Критичний аналіз зелених анархістів зосереджує свою увагу на інститутах домінування, що створюють суспільство, і всі разом об'єднуються одним поняттям «цивілізація». До таких інститутів відносяться держава, капіталізм, індустріалізм, глобалізація, одомашнення, патріархат, наука, технологія і/або робота. На думку зелених анархістів дані інститути (всі, або якась частина з них, залежно від конкретного напряму) деструктивні і є невід'ємною частиною системи експлуатації (відносно людей і довкілля), тому вони не можуть бути реформовані. Даний рух рішуче відкидає можливість відстоювання своїх інтересів за допомогою політики, воліючи автономну і пряму дію, саботаж, повстання, біорегіоналізм (англ. bioregionalism) і повернення до дикої природі, заради конструктивних змін.
Цивілізація розглядається як сукупність наведених вище інститутів, відповідальних за знищення людської свободи і руйнування довкілля. Фізично цивілізація відмежована одомашненням рослин, тварин і людей (щодо останніх на думку Джона Зерзана початок цьому простежується у часі, мові, мистецтві і символічній культурі). Сільське господарство, до виникнення якого люди часто жили автономними групами мисливців-збирачів, ввело поняття надлишків поряд з умовами для виникнення цих інститутів. По суті, мисливці-збирачі, чий спосіб життя практикувався людством протягом приблизно двох мільйонів років, вважаються частиною загальноанархістської історії. Цивілізація часто розглядається більш як парадигма систем, ніж реальних речей, і людей, що знаходяться поза природним місцем існування. Це розглядається як перший крок, і виправдання, руйнування природи (і людства).

### Технології

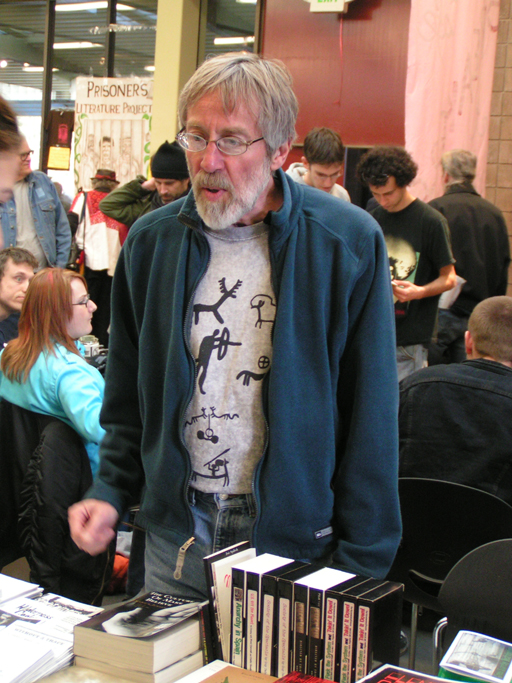
Джон Зернан

Технологія розглядається зеленими анархістами як комплексна система, а не будь-які конкретні фізичні інструменти. Технологія, як стверджується, потребує експлуатації довкілля шляхом розробки і видобутку ресурсів, а також експлуатації людей через працю, роботу, а також рабство , індустріалізм, спеціалізацію і поділ праці. На думку примітивістів не існує «нейтральних» технологій, адже всі речі створюються в певних умовах, з конкретними цілями і функціональним призначенням. Виходячи з цього анархо-примітивісти, як найбільш радикальне крило зелених, виступають в тому числі проти «зелених технологій», вважаючи їх не більше, ніж спробою реформування існуючої системи суспільного устрою, побудованого на експлуатації, яка таким чином принесе лише видимість змін, і зробить видимість нешкідливості для довкілля. В свою чергу інша частина зелених анархістів пропонує замість сучасних технологій використовувати більш «компактні» технології, що використовують максимально нешкідливі ресурси, які видобуваються на місці.
Зелені анархісти, такі як Мюррей Букчин, стверджують, що вони зовсім не виступають за повернення в кам'яну добу, задаючись натомість питаннями про людську дійсність, і бажали б бачити ці питання (питаннями про цивілізації) привнесеними до діючої практики по створенню нових товариств, існуючих без інститутів домінування, і при цьому використовувалися діючими противниками існуючої системи.

### Веганізм

Символ веганархістів; комбінує знак «V» (від англ. vegan) з анархістським символом «а в колі»..

Частина зелених анархістів розглядають веганізм як складову частину боротьби за свободу, здоровий спосіб життя. Веганархізм — це політична філософія веганізму (точніше — звільнення тварин) і зеленого анархізму, що поєднує дані напрямки в інтересах соціальної революції (англ. Vegan Revolution). Такий підхід має на увазі розгляд держави як непотрібного і шкідливого інституту як для тварин, так і для людей, а також практику строгого вегетаріанства. Веганархісти розглядають ідеологію як комбіновану теорію, або ж сприймають обидві ці філософії як по суті справи одне і те ж. Крім того, цей підхід описується як гуманізм щодо тварин в рамках зеленого анархізму, або ж анархістський громадський рух по звільненню тварин.
Термін був популяризований в 1995-му році за допомогою брошури Брайєна А. Домініка Animal Liberation and Social Revolution: A vegan perspective on anarchism or an anarchist perspective on veganism. Ця 18-ти сторінкова брошура роз'яснює наскільки багато молодих анархістів в 1990-ті роки сприйняли ідеї глибинної екології (гуманної щодо тварин) як повноцінну частину політичної філософії зеленого анархізму. Разом з тим, боротьба за звільнення тварин стає все більш і більш схильною до впливу анархістських ідей і традицій, створюючи тим самим все більш поширену практику веганархізма.

## Пропоновані рішення
Багато зелених анархістів вважають, що невеликі екопоселення (не більше ніж на кілька сотень чоловік) є найбільш прийнятними за своїм розміром, і прийнятними для цивілізації, і що інфраструктура і політичні системи повинні бути реорганізовані, щоб могли дати гарантію їх функціонування. Зелені анархісти стверджують, що соціальні інститути повинні бути спрямовані на взаємодію з силами природи, а не проти них.
Багато зелених анархістів вважають, що традиційні форми громадської організації, такі як село, невеликі групові поселення або поселення племінного типу є переважними для людського життя, і не з причини своєї «дикості», що має якусь духовну перевагу, але тому що подібні громадські організації, як видається їх прихильникам, працюють краще за організації, що є в сучасній індустріальній цивілізації. Сім'я, на думку багатьох зелених анархістів, є важливішим чинником, ніж ті ролі, які створює людині її трудова приналежність. Філософія зеленого анархізму може бути пояснена, як інтерпретація антропологічних і біологічних істин, або ж природне право.
Деякі зелені анархісти, ідентифікуючи себе як примітивістів, є прихильниками «повернення до дикості» і повернення до кочового способу життя мисливців-збирачів, в той час як інша частина зелених анархістів виступають проти існуючої індустріальної цивілізації, але зовсім не обов'язково виступають проти одомашнення або сільського господарства. З ключових теоретиків до першої тенденції можна віднести Дерріка Дженсена і Джона Зерзана, в той час як, наприклад, «Унабомбер» Теодор Качинський належить до другої, незважаючи на те, що межі між ними видаються розмитими, і при цьому як Дженсен, так і Зерзан позитивно відгукуються про деякі форми пермакультури. Інші ж зелені анархісти, головним чином технопозитивісти, пропонують інші форми організації, такі як Аркологія або технатес (technates).
Багато зелених анархістів воліють зосереджувати свою увагу не так на філософських проблемах майбутнього суспільства, як на захисті землі і соціальній революції в сьогоденні. Сучасні системи опору і створення альтернативних, стійких способів життя часто вважають більш важливими, ніж просто фривольні протести.

## Пряма дія

Рейд активістів ФОТ, в ході якого було звільнено 26 кроликів і 82 гончаків з кембріджської Інтерфауни (Interfauna) в Ніч святого Патрика 1990-го року.

Більшість зелених анархістів активно просувають і пропагують свої ідеали, і деякі з них беруть участь в акціях прямої дії. Частина з них беруть участь в роботі таких організацій, як Земля передусім! (англ. Earth First!), Сила Кореня (англ. Root Force), або в більш радикальних, таких як Фронт звільнення Землі (ELF), Армія звільнення Землі (АЗЗ), Фронт визволення тварин (ALF). Вони беруть участь в акціях протесту проти того, що вони сприймають як частину системи гноблення, як трелювання (лісозаготівля), галузі м'ясо-молочної індустрії, лабораторії в яких ставляться досліди на тваринах, структури генної інженерії, а також (хоча і рідше), урядові установи.
Їхні дії, зазвичай (але не завжди), носять ненасильницький характер. Не завжди, але часто активісти зеленого анархістського руху, в тих випадках коли хочуть взяти на себе відповідальність за акції насильницького характеру, використовують такі назви, як Міліція за права тварин (англ. Animal Rights Militia), Управління юстиції (англ. Justice Department) або Революційні осередки (англ. Revolutionary Cells).
В Україні екоанархісти взяли участь у діяльності громадських ініціатив «Хранителі райдуги» у 90-х рр., «Збережи старий Київ» у 2007—2009 рр. Зокрема, тодішній учасник ЗСК Артем Чапай заявив, що «В Нікарагуа … набрався анархістських поглядів і революційного досвіду, який із успіхом імпортував до Києва».
У 2012-13 рр. київська екоанархістська група «Вільна земля» видавала власний журнал — перший номер під назвою «Под чёрным солнцем анархии», а наступні під назвою «Вольная земля». У 2009—2010 рр. у Києві діяла екоанархістська група «Стоп зооциду» («Вільна людина — вільна тварина»), яка, зокрема, вела кампанію за добробут тварин у Київському зоопарку, проти використання хутра в одязі та проти вбивства безпритульних тварин. Найбільш відома в Україні з 2017 р. екоанархістська група — «Екологічна платформа» зі Львова.

## Іноземна література
- Biehl Janet. Finding our Way. Rethinking Ecofeminist Politics (1991) ISBN 0-921689-78-0
- Biehl Janet. Ecofascism: Lessons from the German Experience (1996) ISBN 1-873176-73-2
- Biehl Janet. The Politics of Social Ecology: Libertarian Municipalism (1997) ISBN 1-55164-100-3
- Biehl Janet. The Murray Bookchin Reader (1997) ISBN 0-304-33874-5
- Biehl Janet. Mumford Gutkind Bookchin: The Emergence of Eco-Decentralism (2011) ISBN 978-82-93064-10-7
- Biehl Janet and Staudenmaier Peter). Ecofascism: Lessons from the German Experience (1995)
- Murray Bookchin. Our Synthetic Environment (1962) published under the pseudonym of Lewis Herber
- Murray Bookchin. Post-Scarcity Anarchism (1971 and 2004) ISBN 1-904859-06-2.
- Murray Bookchin. The Limits of the City (1973) ISBN 0-06-091013-5.
- Murray Bookchin. Toward an Ecological Society (1980) ISBN 0-919618-98-7.
- Murray Bookchin. The Rise of Urbanization and the Decline of Citizenship (1987 and 1992) ISBN 978-0-87156-706-2
- Murray Bookchin. The Philosophy of Social Ecology: Essays on Dialectical Naturalism (1990 and 1996) Montreal: Black Rose Books ISBN 978-1-55164-019-8
- Murray Bookchin. Re-Enchanting Humanity (1995) ISBN 0-304-32843-X.
- Murray Bookchin. Social Ecology and Communalism, with Eirik Eiglad, AK Press, 2007
- CrimethInc. Days of War, Nights of Love – Crimethink For Beginners (2001)
- CrimethInc. Recipes for Disaster – An Anarchist Cookbook (2004)
- CrimethInc. Expect Resistance – A crimethink field manual (2007)
- CrimethInc. Work – An economic and ethical analysis of capitalism (2011)
- Ellul Jacques. La technique ou l'enjeu du siècle.  Paris: Armand Colin, 1954. Paris: Économica, 1990 & 2008
- Ellul Jacques. The Technological Society.  Trans. John Wilkinson.  New York: Knopf, 1964. London: Jonathan Cape, 1965.  Rev. ed.: New York: Knopf/Vintage, 1967. with introduction by Robert K. Merton (professor of sociology, Columbia University).
- Ellul Jacques. The Technological System.  Trans. Joachim Neugroschel.  New York: Continuum, 1980.
- Jensen Derrick. 1995, Listening to the Land: Conversations about Nature, Culture, and Eros (with George Draffan and John Osborn), Sierra Club Books, ISBN 0-87156-417-3 Republished 2004 by Chelsea Green Publishing Company, ISBN 978-1-931498-56-2
- Jensen Derrick. 1995, Railroads and Clearcuts: Legacy of Congress's 1864 Northern Pacific Railroad Land Grant (with George Draffan and John Osborn), Keokee Company Publishing, ISBN 1-879628-08-2
- Jensen Derrick. 2000, A Language Older Than Words, Context Books, ISBN 1-893956-03-2 Republished 2004 by Chelsea Green Publishing Company, ISBN 978-1-931498-55-5
- Jensen Derrick. 2002 The Culture of Make Believe, New York: Context Books, ISBN 1-893956-28-8 Republished 2004 by Chelsea Green Publishing Company, ISBN 978-1-931498-57-9
- Jensen Derrick. 2003, Strangely Like War: The Global Assault on Forests (with George Draffan), Chelsea Green, ISBN 978-1-931498-45-6
- Jensen Derrick. 2004, Welcome to the Machine: Science, Surveillance, and the Culture of Control (with George Draffan), Chelsea Green Publishing Company, ISBN 1-931498-52-0
- Jensen Derrick. 2005, Walking on Water: Reading, Writing, and Revolution, Chelsea Green, ISBN 978-1-931498-78-4
- Jensen Derrick. 2006, Endgame (Derrick Jensen books)|Endgame, Volume 1: The Problem of Civilization, Seven Stories Press, ISBN 1-58322-730-X
- Jensen Derrick. 2006, Endgame, Volume 2: Resistance, Seven Stories Press, ISBN 1-58322-724-5
- Jensen Derrick. 2007, Thought to Exist in the Wild: Awakening from the Nightmare of Zoos (with Karen Tweedy-Holmes), No Voice Unheard, ISBN 978-0-9728387-1-9
- Jensen Derrick. 2007, As the World Burns: 50 Simple Things You Can Do to Stay in Denial (with Stephanie McMillan (cartoonist), Seven Stories Press, ISBN 1-58322-777-6
- Jensen Derrick. 2008, How Shall I Live My Life?: On Liberating the Earth from Civilization, PM Press, ISBN 978-1-60486-003-0
- Jensen Derrick. 2010, Lives Less Valuable, PM Press, ISBN 978-1-60486-045-0
- Jensen Derrick. 2010, Resistance Against Empire, PM Press, ISBN 978-1-60486-046-7
- Jensen Derrick. 2010, Mischief in the Forest: A Yarn Yarn (with Stephanie McMillan), PM Press, ISBN 978-1-60486-081-8
- Jensen Derrick. 2011, Deep Green Resistance (with Lierre Keith and Aric McBay), Seven Stories Press, ISBN 978-1-58322-929-3
- Jensen Derrick. 2011, Truths Among Us: Conversations on Building a New Culture, PM Press, ISBN 978-1-60486-299-7
- Jensen Derrick. 2012, The Derrick Jensen Reader: Writings on Environmental Revolution (edited by Lierre Keith), Seven Stories Press, ISBN 978-1-60980-404-6 (pbk.)
- Jensen Derrick. 2012, Earth at Risk: Building a Resistance Movement to Save the Planet (edited by D.J. and Lierre Keith), PM Press, ISBN 978-1-60486-674-2
- Kohr Leopold. The Breakdown of Nations, Routledge & K. Paul, 1957 (1986 Routledge version at books.google.com [Архівовано 24 серпня 2016 у Wayback Machine.]); Chelsea Green Publishing Company edition, 2001.
- Kohr Leopold. The Overdeveloped Nations: The Diseconomies Of Scale, Schocken, 1978.
- Kohr Leopold. *"Disunion Now: A Plea for a Society based upon Small Autonomous Units" [Архівовано 22 червня 2014 у Wayback Machine.], originally published in The Commonweal (26 September 1941) under the pseudonym Hans Kohr.Telos [Архівовано 12 червня 2019 у Wayback Machine.] 91 (Spring 1992). New York: Telos Press. 1941
- Mannin Ethel. Small is Beautiful: Selected Writings from the complete works. Posthumous collection, Vienna, 1995.
- Mannin Ethel. Bread and Roses: A Utopian Survey and Blue-Print. 1944
- Perlman Fredy. Against His-Story, Against Leviathan  [Архівовано 11 липня 2014 у Wayback Machine.]
- Puente Isaac. El Comunismo Libertario y otras proclamas insurreccionales y naturistas. 1933
- Thoreau Henry David. Walden; or, Life in the Woods. 1854
- Zerzan John. Future Primitive Revisited. Feral House, May 2012.
- Zerzan John. Origins of the 1%: The Bronze Age pamphlet. Left Bank Books, 2012.
- Zerzan John. Origins: A John Zerzan Reader. Joint publication of FC Press and Black and Green Press, 2010.
- Zerzan John. Twilight of the Machines. Feral House, 2008.
- Zerzan John. Running On Emptiness. Feral House, 2002.
- Zerzan John. Against Civilization (editor). Uncivilized Books, 1999; Expanded edition, Feral House, 2005.
- Zerzan John. Future Primitive. Autonomedia, 1994.
- Zerzan John. Questioning Technology (co-edited with Alice Carnes). Freedom Press, 1988; 2d edition, New Society, 1991, ISBN 978-0-900384-44-8
- Zerzan John. Elements of Refusal. Left Bank Books, 1988; 2d edition, C.A.L. Press, 1999.